# Pierre Caillet (écrivain)
Pour les articles homonymes, voir Pierre Caillet et Caillet.
Pierre Caillet, né le 1er mai 1928 à Paris et mort le 13 janvier 2017 au Coudray, est un écrivain français et un auteur de roman policier et de roman d'espionnage.

## Biographie
Il fait ses études au lycée Turgot, puis s'inscrit à la Sorbonne, où il obtient une licence en lettres. Il exerce ensuite le métier de représentant et vend de la confiserie, de la margarine et des machines à coudre.
En 1962, alors qu'il est cadre commercial dans une firme de distribution alimentaire, il publie un premier roman policier, Cette morte tant désirée, qui remporte le prix du roman d'aventures.
Il a également signé quelques nouvelles et des romans d'espionnage, d'abord à la Librairie des Champs-Élysées, puis chez Albin Michel.

## Œuvre

### Romans policiers
- Cette morte tant désirée, Paris, Librairie des Champs-Élysées, coll. « Le Masque », no 761, 1962

prix du roman d'aventures
- Jugez cet homme !, Paris, Librairie des Champs-Élysées, Le Masque, no 786, 1963

### Romans d'espionnage
- L'Escale rouge du Judoka, 1962
- Commando de sabotage, Paris, Librairie des Champs-Élysées, coll. « Service secret », 2e série, no 19, 1965
- Le Judoka dans l'enfer, Paris, Albin Michel, coll. « Ernie Clerk Espionnage », no 27, 1965
- Imbroglio chinois, Paris, Albin Michel, coll. « Ernie Clerk Espionnage », no 103, 1966
- Peau jaune, Paris, Albin Michel, coll. « Ernie Clerk Espionnage », no 115, 1966
- Gémeaux et Camés, Paris, Albin Michel, coll. « Ernie Clerk Espionnage », no 126, 1967

### Nouvelles
- Ambiguïté, Paris, Opta, Mystère magazine no 187, août 1963
- Boa-Boa, Paris, Opta, Mystère magazine no 196, mai 1964
- Peaux de vache, Paris, Opta, Mystère magazine no 218, mars 1966

## Prix et récompenses
- Prix du roman d'aventures 1962 décerné à Cette morte tant désirée.

## Sources
- Jacques Baudou et Jean-Jacques Schleret, Le Vrai Visage du Masque, vol. 1, Paris, Futuropolis, 1984, 476 p. (OCLC 311506692), p. 89.